# Kaninchenadler
Der Kaninchenadler (Hieraaetus morphnoides), auch Australienzwergadler genannt, ist eine Greifvogelart, die in zwei Farbmorphen in Australien vorkommt. Er ist eng verwandt mit dem Fleckenadler, dem Zwergadler und dem ausgestorbenen Haastadler.
Die Bestandssituation des Kaninchenadlers wird mit ungefährdet (least concern) angegeben. Es werden keine Unterarten unterschieden.

## Erscheinungsbild

### Körperbau

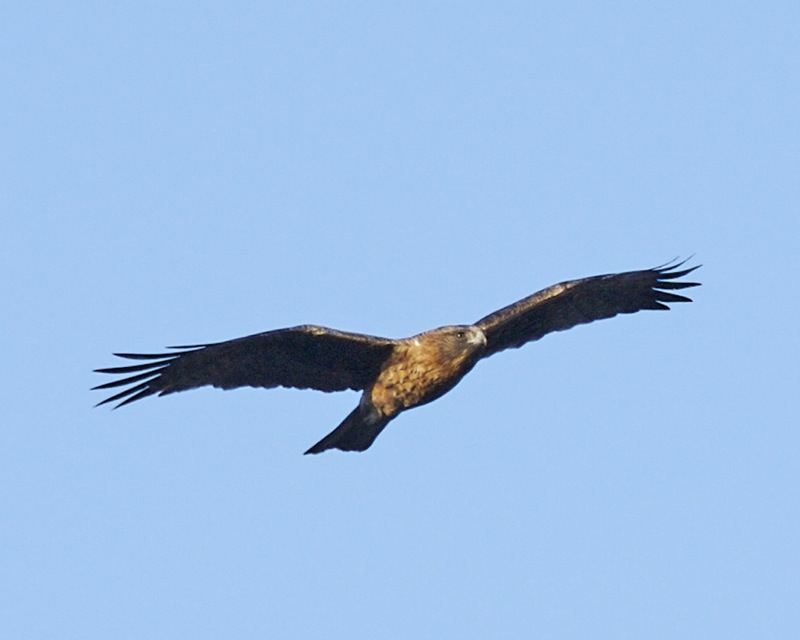
Flugbild

Der Kaninchenadler erreicht eine Körperlänge von 45 bis 55 Zentimeter, wovon 17 bis 25 Zentimeter auf den Schwanz entfallen. Der Flügel misst 32 bis 41 Zentimeter. Die Schnabellänge beträgt 2,9 bis 3,7 Zentimeter. Die Männchen wiegen zwischen 440 und 810 Gramm, die Weibchen dagegen zwischen 745 und 1120 Gramm. Abgesehen von dem Größenunterschied besteht kein auffälliger Geschlechtsdimorphismus.

### Helle Farbmorphe
Der Kopf und Hals sind sandfarben bis blass rotbraun mit auffälligen schwarzen Längsstreifen. Diese verdichten sich auf dem Scheitel und im Nacken sowie den Gesichtsseiten zu größeren dunklen Flecken. Die Körperoberseite ist dunkelbraun, die einzelnen Federn sind blass graubraun bis cremefarben gesäumt und bilden auf dem Mantel und dem Rücken auffällige blasse Flecken. Die Oberschwanzdecken sind blass graubraun bis cremeweiß und bilden eine auffällige U-förmige Körperpartie, die sich von dem Rücken und dem dunkler graubraunen Schwanzgefieder abhebt. Das Schwanzgefieder ist fein dunkelbraun quergebändert und hat schmale weiße Spitzen, die im abgetragenen Gefieder jedoch nicht mehr sichtbar sind.
Die Körperunterseite ist individuell unterschiedlich gefärbt. Typisch ist eine sandfarbene bis hell rotbraune Brust, die in einen weißen bis cremefarbenen Bauch übergeht. Die Brust weist eine dunkle Längsstrichelung auf. Bei einigen Individuen sind diese Längsstrichel rotbraun, bei anderen fehlt diese Längsstrichelung fast vollständig und die Brust wirkt fast reinweiß. Die Unterschwanzdecken sind silbrig weiß und weisen zahlreiche dunklere feine Querbänder auf.

### Dunkle Farbmorphe
Die Körperoberseite ist wie bei der hellen Farbmorphe gefärbt, der Kopf und die Körperunterseite ist jedoch einfarbig dunkel sandfarben bis rötlich-braun oder dunkelbraun. Scheitel, Nacken und Gesichtsseiten sind dunkler als das übrige Kopfgefieder. Der Vorderhals, die Brust, der Bauch und die Flanken sind dunkel längs gestrichelt. Weibchen sind tendenziell die am dunkelsten gefiederten Individuen mit einer sehr auffälligen Längsstrichelung. Die Unterschwanzdecken entsprechen dem der hellen Farbmorphe.

### Iris, Schnabel, Beine
Bei beiden Farbmorphen ist der Schnabel blaugrau mit einer schwärzlichen Schnabelspitze. Die Iris ist rötlich braun bis orangefarben. Die Wachshaut, die Beine und Füße sind blaugrau bis weißlich.

## Verwechslungsmöglichkeiten
Es kommen im Verbreitungsgebiet des Kaninchenadlers mehrere andere Greifvögel vor, mit denen er verwechselt werden kann.
Der Keilschwanzmilan ist etwas schlanker als der Kaninchenadler gebaut und hat kein gerade endendes Schwanzgefieder. Jungvögel und Subadulte Brahmanenmilanen fehlt noch das weiße Kopfgefieder, das für diese Art charakteristisch ist und weisen damit eine oberflächliche Ähnlichkeit mit dem Kaninchenadler auf. Sie haben jedoch deutlich breitere Flügel, das Schwanzgefieder ist kürzer und ohne auffällige Querbänderung. Ähnlichkeit besteht außerdem mit dem Schwarzmilan, dem Schwarzbrustweih und dem Fuchshabicht.

## Verbreitungsgebiet und Lebensraum

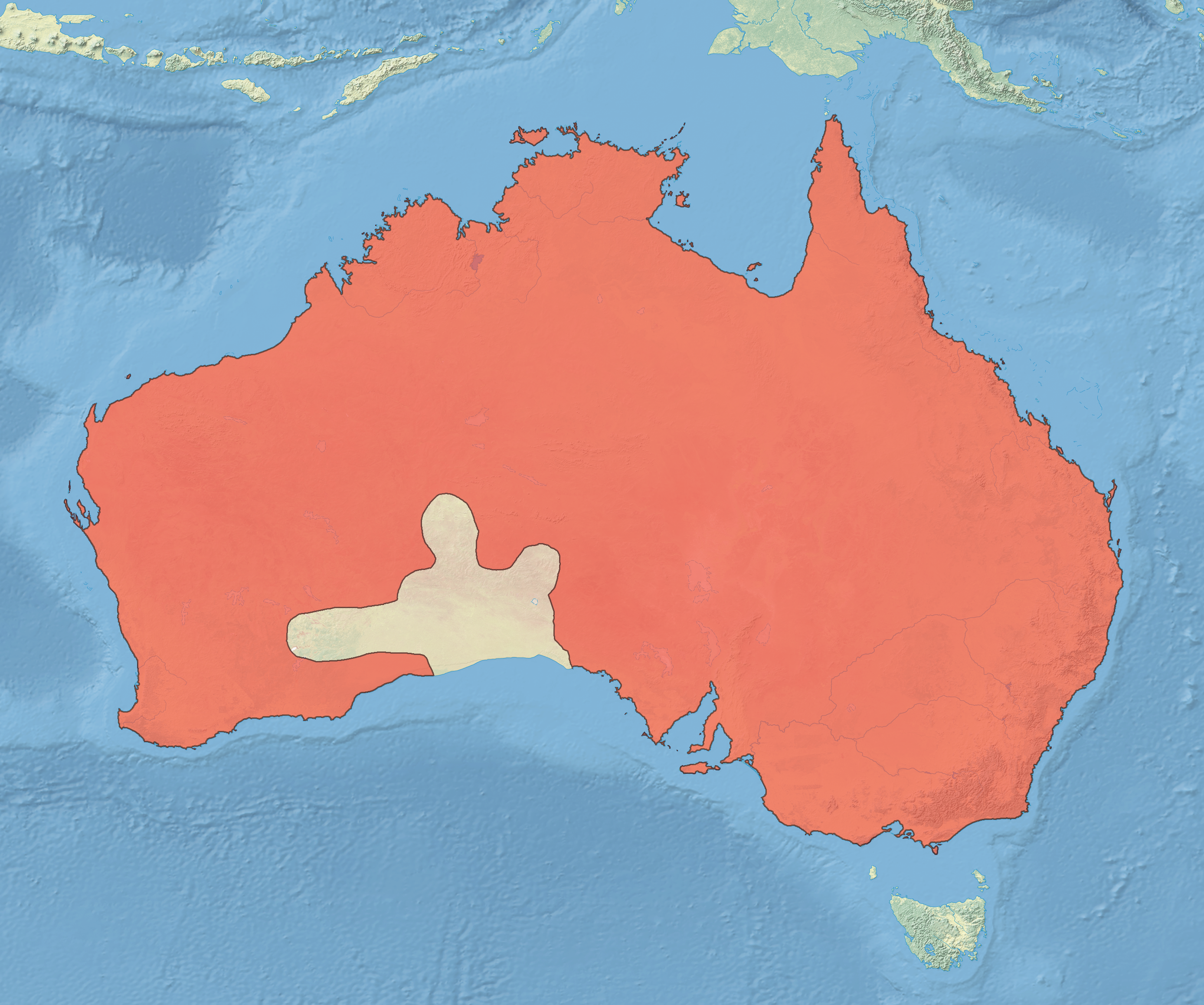
Verbreitungsgebiet des Kaninchenadlers

Der Kaninchenadler ist eine auf dem australischen Festland weit verbreitete Art. Er fehlt lediglich in einer ariden Zone im südlichen Australien. Auf Tasmanien und Neuseeland ist der Kaninchenadler ein seltener Irrgast.
Die im Inland von Australien vorkommenden Kaninchenadler sind gewöhnlich Standvögel. Dagegen kommt es zu Zugbewegungen bei den Kaninchenadlern, die küstennähere Regionen besiedeln und im Südosten Australiens kommt es im Winterhalbjahr zu einer Zunahme der Bestände.
Der Lebensraum des Kaninchenadlers sind bewaldete und offene Gebiete. Die Verbreitung reicht weit in aride Regionen hinein, er ist aber am häufigsten in schütter bewaldeten Regionen und in Regionen mit einem dichten Mosaik an bewaldeten und unbewaldeten Gebieten. Dicht bewaldete Regionen werden von ihm gemieden.

## Lebensweise
Der Kaninchenadler lebt überwiegend einzelgängerisch. Er jagt überwiegend im Flug. Typisch ist ein Kreisen ohne Flügelschlag, dabei ist das Schwanzgefieder leicht gesträubt und die Flügel leicht nach vorne geneigt. Entdeckt er Beute, lässt er sich im Sturzflug mit gefalteten Flügel und weit nach vorne gestreckten Beinen herabfallen.
Seine Nahrung besteht überwiegend aus Kaninchen und anderen, ähnlich großen Wirbeltieren, wie Eidechsen, Skinke und verschiedene Sitticharten. Er frisst daneben auch Insekten.

## Fortpflanzung
In den australischen Bundesstaaten New South Wales, Victoria und South Australia brütet der Kaninchenadler im Zeitraum von August bis Oktober, in den nördlicheren Gebieten seines Verbreitungsgebietes fällt die Brutzeit in die Monate April bis September.
Er brütet in schütter bestandenen Waldgebieten und der australischen Mallee und meidet isoliert stehende hohe Bäume. Das Nest ist eine Plattform aus Ästen und Zweigen, das gewöhnlich einen Durchmesser von 60 bis 75 Zentimeter hat. Die Höhe beträgt 30 bis 35 Zentimeter. Das Gelege umfasst in der Regel zwei Eier, seltener ein oder drei Eier. Beide Elternvögel brüten. Die Brutzeit beträgt 33 bis 41 Tage. Die Nestlingszeit ist lang. Erst nach sechs bis sieben Wochen haben die Nestlinge ihr Dunengefieder vollständig verloren. Mit etwa 9,5 Wochen sind sie flügge.